# Ширагама-Мару
Ширагама-Мару (Shirahama Maru, Shirohama Maru) — транспортне судно, яке під час Другої світової війни брало участь у операціях японських збройних сил на Тихому океані.
Судно спорудили в 1943 році на верфі Kiangnan Dock & Engineering Works у Шанхаї, що на той час перебувала під управлінням концерну Mitsubishi як Konan Yard, для компанії Nippon Yusen Kaisha.
У лютому 1944-го судно реквізували для потреб Імперської армії Японії. 26 лютого — 4 березня 1944-го «Ширагама-Мару» пройшло в конвої MOTA-06 з японського порту Моджі до Такао (наразі Гаосюн на Тайвані), звідки 7—13 березня перейшло в конвої TAPA-04 на Палау (важливий транспортний хаб на заході Каролінських островів).
Недовзі судно знову опинилось у Японії та далі пройшло на Філіппіни в конвоях MOTA-16 (5—11 квітня 1944-го) та TAMA-16 (15—19 квітня). 15—23 травня «Ширагама-Мару» пройшло до острова Хальмахера (північна група Молуккських островів на сході Нідерландської Ост-Індії) в конвої H-26.
Станом на середину липня 1944-го «Ширагама-Мару» знову або все ще перебувало на острові Хальмахера, звідки 15 липня вийшло в конвої M-27, що прямував до Маніли. 16 липня конвой досягнув Бітунгу на північно-східному завершенні острова Сулавесі, а 21 липня рушив далі. При цьому щодо подальшого маршруту «Ширагама-Мару» мало інформації, зате відомо, що 5 серпня 1944-го це судно перебувало біля південно-східного завершення острова Целебес, де було виявлене та потоплене американськими літаками.